# Empis chrysocera
Empis chrysocera är en tvåvingeart som beskrevs av Collin 1930. Empis chrysocera ingår i släktet Empis och familjen dansflugor. Inga underarter finns listade i Catalogue of Life.